# Cesar Essayan

Bischofswappen von César Essayan

Cesar Essayan OFMConv (* 27. Mai 1962 in Sidon, Libanon) ist ein libanesischer römisch-katholischer Ordensgeistlicher und Apostolischer Vikar von Beirut.

## Leben
Cesar Essayan trat der Ordensgemeinschaft der Minoriten bei und legte am 8. September 1988 die zeitliche Profess ab. Am 21. September 1993 legte er die ewige Profess ab. Essayan empfing am 17. April 1993 das Sakrament der Priesterweihe.
Am 2. August 2016 ernannte ihn Papst Franziskus zum Titularbischof von Mareotes und bestellte ihn zum Apostolischen Vikar von Beirut. Die Bischofsweihe spendete ihm der Kardinalpräfekt der Kongregation für die orientalischen Kirchen, Leonardo Sandri, am 8. Oktober desselben Jahres in der Kathedrale Saint Louis des Pères Capucins. Mitkonsekratoren waren der Apostolische Nuntius im Libanon, Erzbischof Gabriele Caccia, und sein Amtsvorgänger Paul Dahdah OCD.